# گراسنگرات
گراسنگرات (به لاتین: Grassengrat) یک کوه در سوئیس است که در کانتون ابوالدن واقع شده‌است. گراسنگرات ۲٬۹۴۱ متر بالاتر از سطح دریا واقع شده‌است.